# Ray and Maria Stata Center
Il Ray and Maria Stata Center è edificio situato a Cambridge nel Massachusetts, lungo Vassar Street.
Progettato da Frank Gehry per il Massachusetts Institute of Technology (MIT), l'edificio è stato inaugurato il 16 marzo 2004. Si trova sul sito dell'ex edificio del MIT chiamato Building 20, che ospitava lo storico Radiation Laboratory.

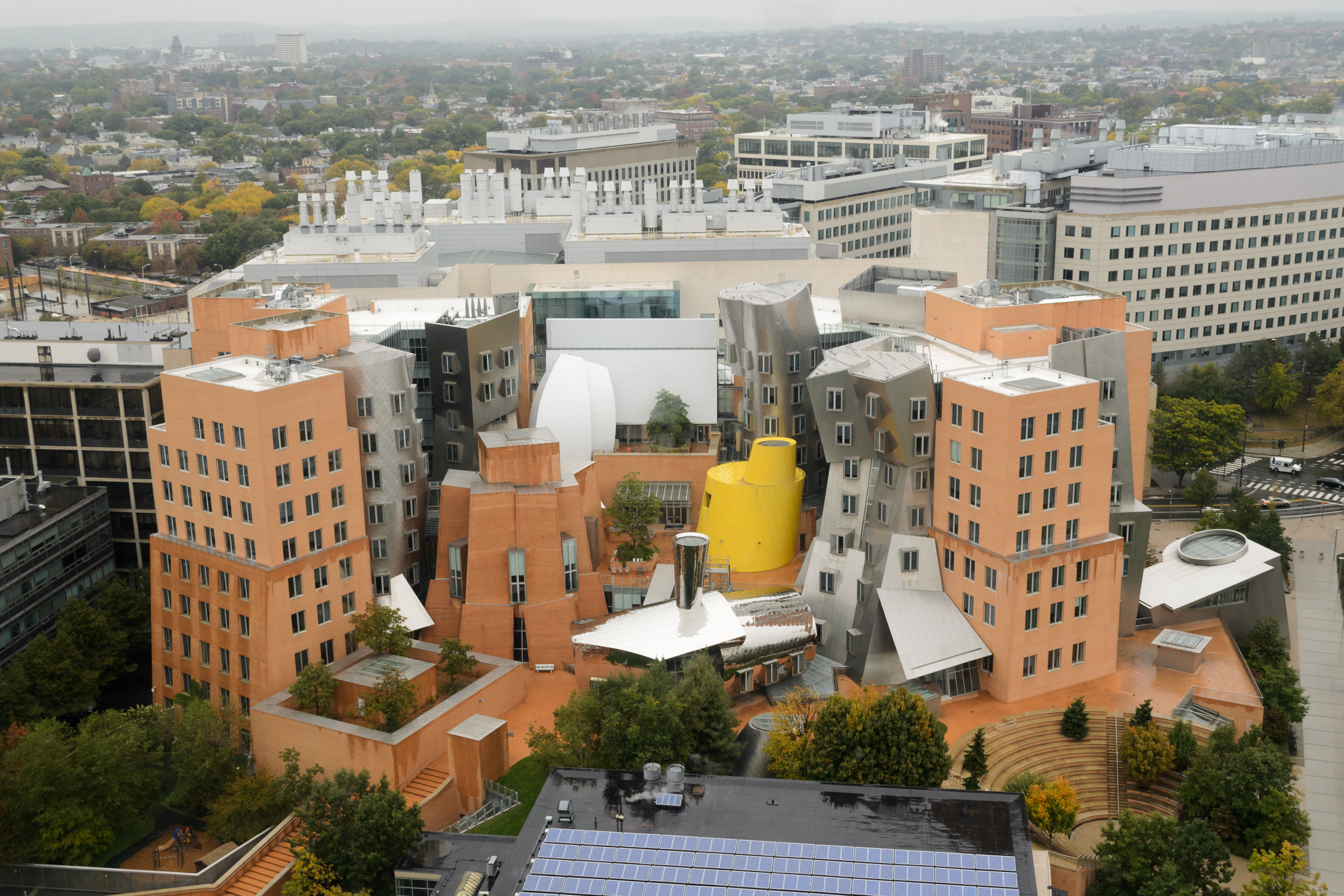
Vista aerea